# Eilema flava
Eilema flava là một loài bướm đêm thuộc phân họ Arctiinae, họ Erebidae.